# Пикос-де-Эуропа
Пикос-де-Эуропа (исп. Picos de Europa, буквально — «Пики Европы») — горный хребет на севере Испании, расположен на территории провинций Астурия, Кантабрия и Леон.
Высшая точка, пик Торре-де-Серредо (2648 м), также является высочайшей вершиной всей системы Кантабрийских гор. Геологически хребет сложен известняками, много карста. Хребет состоит из трёх крупных массивов, при этом Западный (Корнион, Пенья-Санта, 2596 м) и Центральный (Урриэлес) массивы разделяет ущелье глубиной около 1500 м, по нему протекает река Карес. Восточный массив (Андара) является естественной границей между Астурией и Кантабрией. Менее глубокие ущелья в верховьях рек Селья и Добра. В горах Пикос-де-Эуропа расположены самые глубокие пещеры Испании: Торка-дель-Серро (−1589 м), Сима-де-ла-Корниса (−1507 м), Torca los Rebecos (−1255 м) and Pozo del Madejuno (−1252 м).
В горах сохранились редкие виды флоры и фауны (иберийский волк, пиренейский козёл, кантабрийский бурый медведь, серна), некоторые из них на территории Испании встречаются лишь здесь. Для охраны природной зоны был создан одноимённый национальный парк, включённый ЮНЕСКО во Всемирную сеть биосферных резерватов. Вне парка горные территории используются как пастбища (астурийская овца).